# Teoría de las relaciones internacionales
La teoría de las relaciones internacionales intenta proveer de un modelo conceptual sobre el cual sean analizadas las relaciones internacionales, sus implicaciones y la forma en que se estudia y entiende la participación de los actores y su influencia en el sistema internacional. Cada teoría ayuda a comprender el nacimiento de las relaciones internacionales como área disciplinaria independiente dentro de la ciencia política, y sus profundos cambios y reflexiones hasta la actualidad. Cada una de ellas es reductiva y esencialista en diferentes grados, basándose respectivamente en diferentes conjuntos de suposiciones. Las teorías de las Relaciones Internacionales actúan como un par de anteojos de color, permitiéndole al observador ver solo los eventos relevantes a cada teoría. Un adherente del realismo puede pasar por alto completamente un evento que un constructivista defina como crucial, y viceversa.
El número y carácter de los supuestos hechos por una teoría determina, asimismo, su utilidad. El realismo, teoría parsimoniosa y esencialista, es útil al revisar acciones históricas (por ejemplo: por qué X invadió a Y), pero limitada tanto en explicar cambios sistémicos (como el fin de la Guerra Fría). El liberalismo, por su parte, examina un número muy amplio de condiciones, y es bastante perspicaz para analizar eventos pasados. Ninguna de estas teorías es para predecir eventos futuros, ya que al presuponerse "científicas" asumen la idea de que la ciencia explica el presente y los comportamientos, no predice el futuro. Para eso está la prospectiva, que también suele usarse en la ciencia de las relaciones internacionales

## Debates teóricos
Las teorías de las Relaciones Internacionales pueden ser catalogadas en debates teóricos, en los cuales distintas visiones sobre la disciplina se enfrentan, presentando formas de pensar en conflicto, aunque no excluyentes. Algunas de estas teorías son el constructivismo, el institucionalismo, el marxismo, el neogramscianismo, entre otras. Sin embargo, dos escuelas positivistas son las más prevalentes: el realismo y el liberalismo; aunque creciente, el constructivismo se está convirtiendo en una corriente de importancia, así como las teorías postpositivistas se están haciendo más populares, particularmente fuera de los Estados Unidos.

## Antecedentes
La visión idealista de las Relaciones Internacionales ha estado presente desde la Grecia Antigua. Homero habla de la época de los aqueos, donde había pequeños reinos por toda la Hélade. En la Odisea, cuenta lo que hicieron todos estos reinos aqueos en la Guerra de Troya, llegando a establecer que es posible unirse ante la agresión de un sujeto, y que la cooperación es posible, en función de intereses o amenazas comunes. 
La visión realista es opuesta a la idealista. Tucídides explica esta postura en su obra "Historia de la Guerra del Peloponeso", en donde Atenas y Esparta se enfrentaron en lo que es el primer sistema internacional bipolar de la historia: el resto de las polis griegas se alinearon con una de ellas, a través de Ligas (la Liga de Delos y la Liga del Peloponeso). Tucídides concluye que el ser humano es egoísta por naturaleza y tiende a la guerra. Los Estados acumulan poder para lograr su fin principal: imponerse sobre los demás para sobrevivir. Por lo tanto, la cooperación no sería posible por intereses que no fuesen los propios. 
Ambas visiones se desarrollan con el tiempo. Hugo Grocio dice que existe una "Humanidad" (el hombre ligado entre sí) y que las personas son sujetos de derecho, por lo que la ley debe protegerlas. En torno a esta reflexión se reimpulsa el idealismo. Por otro lado Immanuel Kant escribe en su ensayo “La Paz Perpetua” de 1795 que la guerra no es posible entre dos repúblicas, pues cuando las cosas son públicas, es decir, cuando los ciudadanos son quienes disponen, la tendencia natural es no acudir a la guerra, pues racionalmente esta trae más costos que beneficios. Debe haber un espacio de discusión entre estados, con reglas claras, en las cuales resolver las diferencias. Paralelamente resurge el realismo con exponentes como Nicolás Maquiavelo, quien contextualizado en la lucha entre reinos y la coyuntura de la formación del Estado Moderno visualiza los conflictos entre las nacientes naciones por imponerse. Por su parte, Hobbes afirmaba que la comunidad políticamente organizada no es natural en el hombre. Si no existiera organización política ("estado de naturaleza"), el hombre tiene plenos derechos, se gobierna a sí mismo, y hay igualdad entre todos. La forma "natural" de relacionarse es, entonces, la guerra (originada por el conflicto de intereses), ya que no hay nadie por sobre el individuo, el cual es juez y legislador sobre sus actos. No necesariamente prevalece el más fuerte, lo que ejemplifica con David y Goliat. Tras eso, el hombre razona la necesidad de contar con un gobierno superior y se pone de acuerdo con los demás (idea del contrato social) para conformar un Estado Leviatán que hace que las personas le entreguen todos sus derechos a esta figura, impidiéndose la guerra de todos contra todos. Pero como no existe un único estado, las relaciones internacionales se dan en un estado de naturaleza, por lo que se producen conflictos.

## Primer debate: realismo y liberalismo
La escuela liberal surge en el período de entreguerras. El sistema internacional creado tras el Congreso de Viena (1815-1914) hizo que las tensiones entre países se derivara hacia la guerra. En 1815 había un sistema multipolar: Inglaterra, Francia, Prusia, Rusia y Austria eran las potencias regentes. Durante el siglo XIX, se formaron dos alianzas: la Triple Alianza y el Triple Entente, por lo que el orden internacional se bipolariza. Los conflictos bélicos en 1870 (Guerra franco-prusiana), 1914 (Primera Guerra Mundial) y 1939 (Segunda Guerra Mundial) tuvieron como base este ordenamiento que se conformó en Europa. Después de la Primera Guerra Mundial, el idealismo se concreta en las ideas del Presidente de los Estados Unidos, Woodrow Wilson, compiladas en sus “Catorce Puntos” expuestas en Versalles, entre las cuales se encontraban la renuncia a la guerra, la autodeterminación nacional, la instauración de un orden internacional multilateral y la creación de la Sociedad de Naciones.
El debate resulta de la contraposición con la escuela realista, que insiste en que la defensa del interés nacional es la conducta natural de los estados; y los liberales, quienes rechazan la descripción clásica de política internacional de la inevitabilidad de la guerra, pues sus consecuencias son inaceptables. Pero, conjugado el fracaso de la Liga de las Naciones, la incapacidad de detener el poder nazi mediante la "política de apaciguamiento" y el inicio de la Segunda Guerra Mundial, el liberalismo acabó en el descrédito.

## Segundo debate: científicos y tradicionalistas
La visión científica se consolida entre los años 1950 y 1960, época en donde se impone el método científico y el conductismo. Aplicando a las Relaciones Internacionales el hecho de que los científicos evitan nociones generales, esto se traduce en el afán en esta disciplina por sustentar empíricamente las hipótesis, usar frecuencias estadísticas y el anticipo de conductas. Más operacionalmente, el énfasis es poder definir quienes toman decisiones en nombre del Estado. Los tradicionalistas, por su parte, emiten afirmaciones generales y confían en el juicio bien informado como final del análisis. Para ellos, la complejidad de la vida internacional impide centrar el análisis en variables aisladas, sino que hay que tener en cuenta el contexto. Se necesita captar aspectos cualitativos de situaciones claves, pues hay poco acceso a la información y se produce un salto intuitivo entre evidencia y conclusión.
Aunque el enfoque científico impera, hay ciertas prevenciones tradicionalistas que también son incorporadas en el estudio de las Relaciones Internacionales. Ambas visiones se complementan; el énfasis se desplaza desde el estudio de las instituciones hacia las conductas específicas, pero existe un problema al ser el Estado mismo una institución. La participación ciudadana es filtrada por instituciones y círculos dirigentes, importándole a los ciudadanos, asimismo, las tradiciones y el sentimiento nacional.

### Enfoques sistémicos
De Relaciones Internacionales concebidas como interacciones entre unidades independientes y soberanas, sin pautas previsibles, se pasa a una visión determinada por las tendencias y estructuras propias de un sistema, pues el Estado deja de ser el único protagonista de las Relaciones Internacionales. Surgen así:
- Teorías sistémicas, que abarcan holísticamente el sistema internacional en la formulación de premisas, pudiendo éstas ser de naturaleza:
  - Determinista: los componentes del sistema internacional son inalterables, concretos o reales.
  - Heurística: teorías analíticas, que relacionan distintos rasgos para explicar eventos y tendencias.

- Teorías de alcance medio, que estudian solo elementos parciales de un sistema:
  - Teoría de las decisiones: ponen en duda principios convencionales del Estado (protagonismo, racionalidad, coherencia, y unidad en la consecución de sus objetivos). El objeto de estudio pasan a ser los grupos, agencias e individuos que toman decisiones en nombre del Estado.
  - Teoría del conflicto: distingue el fenómeno universal del conflicto, los nombres genéricos atribuido a situaciones distintas, el conflicto social en general, el conflicto internacional, el conflicto entre estados, y las guerras civiles con proyección internacional.
  - Teoría de la integración: proceso sobre el cual los actores de diversos sistemas nacionales trasladan sus lealtades, expectativas, y actividades hacia un nuevo centro, que pasa a poseer jurisdicción sobre los Estados nacionales preexistentes. Esta teoría trata de averiguar cómo se forman dichas lealtades, debiéndole mucho al funcionalismo.

### Estructuralismo
El estructuralismo rechaza el concepto de la libertad humana, y prefiere enfocarse en las maneras en que el comportamiento humano es determinado por varias estructuras. El marxismo estructuralista, primeramente asociado con la obra del filósofo francés Louis Althusser, tuvo importante influencia hacia finales de los años 1960 en el pensamiento teórico político. Según esta visión existe una sociedad dividida en burgueses y proletarios, los cuales deben transferir la plusvalía generada por su trabajo. Ambos poseen estrategias universales, por lo que existe lucha de clases. La explotación de los trabajadores produce empobrecimiento, lo que limita la inversión en los países ricos, promoviendo éxodo de capitales a otras áreas. La imagen que brinda el estructuralismo es, en buena medida, la del marxismo clásico, es decir, que el capitalismo es solo un instrumento de dominación de los más poderosos hacia los más pobres.  Las relaciones que se hallen entre los diferentes actores se definen bajo el esquema de centro-periferia. Destaca el concepto de dependencia de los países pobres en relación con los más ricos mediante la fijación de precios, las políticas de ayudas, los mecanismos de inversión, el dominio político-militar, entre otros. Asimismo, el estructuralismo centra su estudio en el subdesarrollo, es decir, porqué los países más pobres no podrían alcanzar el nivel de los países con mayor desarrollo.

#### Teoría de la dependencia
La evolución de los países pobres y de los ricos es un solo proceso que produce desarrollo en los centros y subdesarrollo en las periferias, por lo que el desarrollo depende de las necesidades e intereses de los países industrializados. Existe una relación de dependencia, que incluye intereses comunes (de elites de la periferia con el centro), alianzas políticas y estrategias convergentes entre segmentos capitalistas. Dentro de esta teoría se distinguen tres corrientes:
- La Corriente Cepaliana estudia la tendencia al deterioro de los términos de intercambio entre las exportaciones de materia prima y las importaciones de manufacturas y bienes de capital. La tendencia es que baje el precio de la materia prima y suba el precio de los bienes de capital.
- El ex presidente de Brasil Fernando Henrique Cardoso y el sociólogo chileno Enzo Faletto analizan el fenómeno de dependencia presente en las economías de enclave (economías desarrolladas en medio de una subdesarrollada)[5]
- Roberto Pizarro y Orlando Caputo afirman que el sistema capitalista es una estructura mundial que determina el comportamiento, los beneficios, y los costos de sus diversas partes integrantes, y afirman que los dos objetivos más importantes que debía cumplir el capital extranjero no se concretan en la realidad, pues en vez de financiar la cuenta corriente del balance de pagos, juega el papel principal para desfinanciar el balance y, en lugar de complementar el ahorro interno, es el vehículo principal mediante el cual se produce una transferencia de excedente desde los países dependientes a los centros dominantes del sistema.[6]

#### Funcionalismo y Neomarxismo
El funcionalismo es una teoría de las Relaciones Internacionales que surgió principalmente de la experiencia de la integración europea, y se enfoca en los intereses comunes compartidos por los estados. Más comúnmente, funcionalismo es un término usado para describir un argumento que explica los fenómenos como funciones de un sistema en vez que de actores. Immanuel Wallerstein empleó una teoría funcionalista y neomarxista basada en la Escuela de los Annales de Fernand Braudel que separaba el mundo en centro-periferia, Wallerstein agregó la semiperiferia como intersección y argumentó que el sistema político internacional de Westfalia surgió para asegurar y proteger el desarrollo del sistema capitalista internacional. Su teoría es llamada "funcionalista" pues dice que un evento fue una función de las preferencias de un sistema y no de las preferencias de un agente. 
- Interdependencia compleja: formulada por Robert Keohane y Joseph Nye, se refiere a que las diversas y complejas conexiones transnacionales e interdependencias entre estados y las sociedades fueron en aumento, mientras que la fuerza militar y el equilibrio de poder decreciendo, pero manteniéndose en un nivel importante. Así con el fenómeno de la globalización, tanto el Estado como las organizaciones están interrelacionados e integrados en el sistema capitalista moderno (más reconocible desde los años 1970), lo que produce desarrollo solamente en los lugares que al sistema le conviene.[8]

## Tercer debate: realismo y transnacionalismo
El realismo hace varias presunciones clave. Asume que los estados nacionales son unitarios, actores geográficamente basados en un sistema internacional anárquico sin autoridad sobre la capacidad de regular las interacciones entre estados mientras no exista un real Gobierno Mundial con autoridad. Asimismo, que los estados soberanos, más que otros actores no gubernamentales o transnacionales, son los actores primarios en los asuntos internacionales. El estado actúa como un actor autónomo racional que persigue sus propios intereses con el objetivo primordial de mantener su seguridad y soberanía para sobrevivir. 
Tras el fin del sistema de Bretton Woods, la creación del Fondo Monetario Internacional, la crisis del petróleo de 1973 y el declive de la hegemonía norteamericana, se critica al realismo por su carácter "estatocéntrico" en un mundo cada vez más interdependiente, y por la importancia que esta teoría le da a los aspectos militares. Existe un número creciente de centros de poder que no representan los intereses del Estado, sino que responden a una expansión de la sociedad civil. Existe también una agenda internacional más compleja y menos jerarquizada, así como una variedad de circuitos cambiantes y entrelazados. Existe un sistema internacional más fragmentado y fluido, multipolaridad y mayor margen de maniobra para los países intermedios. Se dispersa el poder económico, aunque la riqueza se concentra en unas cuantas grandes empresas transnacionales. Aparecen estructuras de autoridad que trascienden las fronteras nacionales, y existe la capacidad para determinar resultados fuera de autoridades formales. Se cuestiona el concepto de paradigma científico kuhniano, pues contendría idea de teoría cerrada.

## Cuarto debate: neorrealismo y neoliberalismo
Las escuelas neorrealistas y neoliberales comparten presupuestos científicos (cómo investigar) y una agenda de investigación (qué investigar). Sin embargo, los neorrealistas consideran que la anarquía limita más la actuación del Estado de lo que piensan los neoliberales. También consideran que la cooperación internacional es mucho más difícil de conseguir y de mantener, y que depende más del poder del Estado de lo que piensan los liberales. Los neoliberales, por su parte, enfatizan las ganancias absolutas de la cooperación internacional, mientras que los neorrealistas lo hacen con las ganancias relativas. Los neorrealistas intentan responder quien gana más con la cooperación internacional, mientras que los neoliberales se centran en maximizar el nivel total de ganancias de todas las partes. Por otro lado, los neorrealistas asumen que a causa de la anarquía los Estados tienen que estar preocupados por cuestiones de seguridad y por las causas y efectos de las guerras, mientras que los neoliberales se concentran en la economía política internacional y en el medio ambiente. Finalmente, los neorrealistas no creen que las instituciones internacionales y los regímenes puedan mitigar los efectos limitadores de la anarquía en la cooperación internacional, mientras que los neoliberales creen que sí. 
Así, el debate o, para otros, la síntesis entre neorrealismo y neoliberalismo que ha conformado el núcleo duro de la disciplina de las Relaciones Internacionales desde los años 1980, ha desarrollado la subdisciplina de la economía internacional y tiende hacia una convergencia evidente en el que y en el cómo, según Robert Keohane.

## Quinto debate: racionalismo y reflectivismo
Para los racionalistas es posible el conocimiento objetivo, creen que la razón humana puede aprender al objeto. Además, el ser ya conocido puede normarse por leyes positivas. Los reflectivistas, en contraste, son post-positivistas; desconfían de los modelos positivistas, entendidos como esquemas de aproximación al objeto de estudio que defienden la existencia de elementos independientes del sujeto investigador. La notable variedad y riqueza de los complejos teóricos de los que se sirven este elenco de aproximaciones hace compleja, sin embargo, la tarea de agruparlos bajo la definición de unas características comunes. Así por ejemplo, las diferencias en términos epistemológicos, metodológicos y ontológicos entre las corrientes reflectivistas moderadas (es el caso del constructivismo, generalmente definido por un posicionamiento teórico intermedio entre las teorías racionalistas y reflectivistas) y las corrientes más críticas (el feminismo, el postcolonialismo y el postestructuralismo especialmente), son importantes y no deben ser desconocidas. 

### Enfoques Reflectivistas

#### Teoría crítica
Se usa para denominar a los enfoques reflectivistas o para la Escuela de Frankfurt de 1923. Existe una distinción entre teoría tradicional y crítica (Max Horkheimer). La tradicional supera radicalmente al sujeto y al objeto, conocimiento e intereses, los hechos son inmutables. La crítica no solo describe, sino que pretende transformar a las sociedades. Habermas distingue entre fundamentos del conocimiento e intereses cognitivos emancipatorios vinculados al poder que impulsan a liberarse de condicionantes sociales estáticas y de la comunicación producto de intereses técnicos y prácticos. La teoría crítica intenta construir un nuevo orden social. Su función es "desenmascarar" las ideologías presentes en las teorías sociales o en el discurso político, y que frenan el cambio. Entienden la verdad no como una correspondencia al estilo positivista, sino como consenso intersubjetivo de los individuos, apoyado en el lenguaje, pues éste crea realidad y lo expresa. Todo conocimiento es para alguien y con algún propósito (construcción histórica). La crítica al statu quo se presenta también en el ideario neomarxista y neogramscianista, en el pensamiento postcolonial y en los enfoques feministas.

#### Postmodernismo
Las ideas postmodernistas rechazan la posibilidad de conocer, y desconfían de todo intento por clasificar, categorizar y encontrar verdades universales, pues sería incompatible con la apertura, la pluralidad y la diversidad. Se pueden analizar los textos explicando los contextos que influyen en el pensar y el actuar. Los postmodernistas instalan la deconstrucción como método que consiste en problematizar significados proponiendo lecturas alternativas transversales (doble lectura) y el análisis arqueológico de Foucault (ir viendo por capas el significado literal de los textos), lo que pone énfasis en la singularidad de los acontecimientos y en los discursos silenciados. No es posible conocer la verdad, y por implicaciones teológicas se separa la razón y la fe. Antes de este quiebre, Guillermo de Ockham habla del nominalismo, donde solamente se puede conocer lo específico y no el género. Por convención con el resto aceptamos y nombramos a un utensilio de una forma determinada, por tanto no se podría conocer a Dios a través de la razón. 
Durante el siglo XX, se creía en ideas sobre formas de vida totalizadoras. La idea política significaba ser una persona distinta en un mundo distinto, lo que cae con la crisis de la Unión Soviética (el llamado "fin de las utopías"). Lo único real era el capitalismo liberal. Ya no existen verdades absolutas, solo verdades particulares. La función de los postmodernistas es desenmascarar las ideologías presentes en las teorías sociales o en el discurso político, que frenan el cambio de la sociedad.

#### Constructivismo
El constructivismo se ocupa principalmente de entender cómo el rol de las ideas moldean el sistema internacional. Por "ideas", los constructivistas se refieren a los objetivos, amenazas, temores, identidades, y otros elementos de la realidad percibida que influyen a los Estados y a los actores no estatales dentro del sistema internacional. Los constructivistas creen que estos factores ideacionales pueden tener efectos de alto alcance, y que pueden triunfar sobre asuntos materialistas del poder. Por ejemplo, los constructivistas observan que un incremento en la capacidad armamentista estadounidense es comúnmente más vista como un tema de preocupación por Cuba, antagonista tradicional de los Estados Unidos, que por Canadá, un aliado cercano al país norteamericano. 
Los constructivistas también creen que las normas sociales modelan y hacen variar la política exterior a lo largo del tiempo de modo más efectivo que la seguridad que los realistas citan. En síntesis, el tema central del constructivismo es la mutua constitución de las estructuras sociales y los agentes de las Relaciones Internacionales, y se analizan identidades e intereses de los actores. Esto es una síntesis de teorías reflexionistas, racionalistas, neorealistas y neoliberales. Todo se interrelaciona, pero no es un proceso súbito. Este es un enfoque cuyo punto de vista es la superación, no es un debate.

#### Plasticidad del mundo social
El debate entre reflectivismo y racionalismo ha interpelado a la comunidad académica en relaciones internacionales a reconsiderar los fundamentos epistemológicos de su disciplina. Diversos autores, tales como Fred Halliday, Alfred Zimmern o Esther Barbé, impulsaron la interdisplinariedad como forma de rescatar de otros campos de las ciencias sociales herramientas conceptuales que refundamentarán el problema de la acción teleológica del estado en relación con el mundo social y al sistema internacional. El concepto de plásticidad viene a dar cuenta de la dinámica relación existente entre la dimensión material-racionalista defendida por los racionalistas y la dimensión simbólico no racionalista detentada por los reflectivista. El mundo material "objetivo" y la conducta "racional" orientada a fines defendida por el racionalismo tiene debajo una arquitectura social pre-racional que condiciona el mundo material y el simbólico. La plasticidad entiende que la política internacional es el último nivel de la vida social. Allí símbolos y materia se co-condicionan, el entendimiento intersubjetivo del constructivismo y la interdependencia material (allí donde cobran sentido las ganancias relativas y los cálculos de poder) se afectan recíprocamente, dando lugar al fenómeno de la plasticidad, tal como lo define Juan Recce.

#### Feminismo
El feminismo es una disciplina dentro de las Relaciones Internacionales, que surge a partir de los años 80. Esta corriente analiza el discurso para comprender cómo las identidades de género son construidas socialmente. Argumenta que la práctica de la política internacional ha asumido tradicionalmente valores e identidades masculinas. 
Se pueden distinguir dos olas o etapas históricas del feminismo en las RRII.
-La primera ola trabajó por el reconocimiento de este enfoque y criticó los fundamentos masculinos y machistas de la teoría y la práctica de las Relaciones Internacionales. 
-La segunda ola analiza empíricamente los casos en los que se aplica esta perspectiva en la realidad internacional.
Dos pensadoras feministas son Cynthia Enloe y J. Ann Tickner.

## Otras escuelas de pensamiento

### Liberalismo
El precursor de la teoría liberal de las Relaciones Internacionales fue el idealismo; sin embargo, este término fue aplicado de manera crítica por aquellos que se veían a sí mismos como "realistas", como Edward Hallett Carr. El liberalismo sostiene que las preferencias del estado, más que sus capacidades, son el determinante primordial de su comportamiento. A diferencia del realismo, donde el estado es visto como un actor unitario, el liberalismo  permite la pluralidad en las acciones del estado. Así, las preferencias variarán entre los estados, dependiendo de factores tales como su cultura, sistema económico o tipo de gobierno. El liberalismo también sostiene que la interacción entre estados no está limitada a la seguridad política, sino también a aspectos económicos y culturales. De este modo, en vez de un sistema internacional anárquico, hay varias oportunidades para la cooperación y amplias opciones de poder, como el capital cultural.  

#### Teoría de la paz democrática
La teoría de la paz democrática argumenta que las democracias nunca han entrado en guerra con otra y tienen menos conflictos entre ellas. Esto es visto como contradictorio especialmente por las teorías realistas y su afirmación empírica es hoy en día una de las más grandes disputas en la ciencia política. Numerosas explicaciones han sido propuestas por la paz democrática.
Spencer R. Weart argumenta que las democracias conducen su diplomacia, en general, muy diferentemente de los estados no democráticos. Entre otros, el filósofo Norberto Bobbio, afirman que para la supervivencia del ser humano se necesita "proscribir la guerra". Los realistas difieren de los liberales sobre la teoría, a menudo citando razones estructurales para la paz, en oposición al gobierno de los estados.

### Institucionalismo
El institucionalismo sostiene que el sistema internacional no es anárquico en la práctica, pero sí tiene una estructura implícita o explícita que determina la forma en que los estados actuarán dentro del sistema.
Las instituciones son reglas que determinan el proceso de toma de decisiones. En el escenario internacional, "institución" ha sido usado intercambiablemente con "régimen", el cual ha sido definido por Stephen Krasner como un conjunto de "normas, principios, reglas, y procesos decisionales alrededor de los cuales las expectativas de los actores convergen en un tema o área dada."

### Escuela inglesa

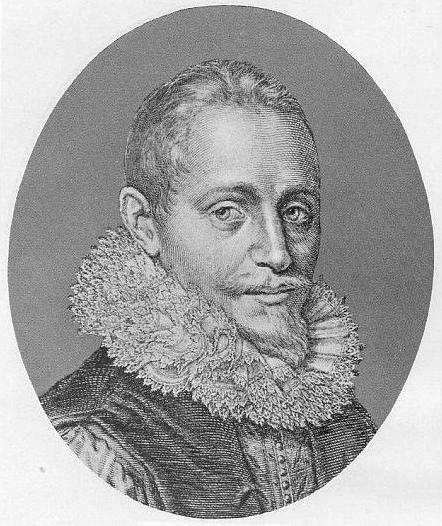
Hugo Grotius o Hugo Grocio

La Escuela Inglesa de las relaciones internacionales, también conocida como Sociedad Internacional, liberalrealismo o institucionalismo británico, mantienen que existe una "sociedad de estados" a nivel internacional, en vez de una condición de anarquía (literalmente entendida como la ausencia de gobernante o estado mundial). El gran tema es el examen de las tradiciones de las teorías internacionales pasadas, situándolas, como hizo Martin Wight en los años 1950, en tres divisiones: realistas o hobbesianas, racionalistas o grocianas, y revolucionistas o kantianas. En términos amplios, la Escuela Inglesa apoya la tradición racionalista o grociana, buscando una vía media entre la política del poder del realismo y el "utopismo" del revolucionismo.
La escuela inglesa pareciera ser una síntesis de realismo combinado con el liberalismo, sin embargo, se estudia su originalidad debido a las propuestas combinadas de manera característica por sus autores. Sus principales características se resaltan ante la altísima atención puesta en analizar lo social de las relaciones internacionales como un conjunto.  La escuela fue fundada por el australiano Hedley Bull.

#### Derecho Natural
Uno de los fundadores más célebres de la Escuela inglesa de las Relaciones Internacionales es el teólogo protestante, jurista y filósofo Hugo Grotius. Grotius fue uno de los primeros en plantear la teoría de la paz mundial universal como la meta hacia la que los pueblos deben esforzarse, entre otras cosas, Grotius es esencial para la Escuela Inglesa ya que sus principios del derecho natural, se convirtieron en la base del derecho internacional.
El derecho natural, nos dice Grotius, es 
“aquello que la recta razón demuestra conforme a la naturaleza sociable del hombre”.
Así Grotius consigue para el derecho una  sustancial  independencia de la teología, independencia que afirma explícitamente a lo largo y ancho de su obra. El derecho natural para él, subsistirá aun cuando no hubiese Dios, o aun cuando éste no se preocupara de las cosas humanas. 

#### Sociedad Internacional
Hedley Bull  es el representante más conocido de la llamada English School o Escuela inglesa de la teoría de las relaciones internacionales, su aportación más distintiva es el empleo del concepto de sociedad internacional, el cual implica la existencia de elementos culturales compartidos —normas, identidades, etc. — en el sistema de Estados. Esto convierte a la Escuela Inglesa en un precedente del enfoque constructivista, como crítica al materialismo implícito en el neorrealismo, que solo se centra en la distribución de poder entre los actores.
El sistema internacional, según Bull, es efectivamente anárquico; sin embargo, los elementos compartidos socializan la anarquía, convirtiéndola en una sociedad de Estados o  sociedad internacional.

#### Sociedad Mundial
El concepto sociedad mundial de ciudadanos es producto del continuo desarrollo desde la sociología y las ciencias políticas del término sociedad mundial, introducido a principios de la década de 1970 por John Burton y Niklas Luhmann.

Refuerza su punto clave, es decir, su reemplazo por una comprensión de las relaciones internacionales centrada en el Estado.
 “En el pensamiento sociológico contemporáneo, la sociedad mundial designa la concepción de que en la situación actual del mundo solamente existe una sociedad que, en calidad de sistema social integral, abarca a todas las estructuras y procesos sociales relevantes y, por ende, constituye un sistema social internacional. Tal idea exige adaptar la concepción del mundo, desvinculándola de su tradicional contraposición con el concepto de Dios y limitando el mundo a la esfera de la vida humana. […] Esto presupone una reedición del concepto de sociedad que lo separa de su vinculación con la organización política de lo social y hace que la política pareciera ser solo un caso especial de las relaciones sociales”.

### Teoría crítica sudamericana
En Argentina ha surgido nueva teoría crítica de las relaciones internacionales elaborada por Marcelo Gullo en su obra "Relaciones Internacionales. Una teoría crítica desde la periferia sudamericana". Según este autor "la principal característica inalterable de las relaciones internacionales, a lo largo de la historia, reside en el hecho de la existencia, en todo escenario regional o internacional, de una unidad política –o de un grupo de unidades políticas– que intenta imponer su voluntad a las otras unidades políticas que se ven obligadas, de esa forma, a optar entre la sumisión (subordinación) o la resistencia (insubordinación)." Esa es la razón que lo lleva a Marcelo Gullo a afirmar que, "en la dimensión del ser, el estudio de las relaciones internacionales consiste –en sustancia y principal aunque no exclusivamente– en el estudio de las relaciones de subordinación e insubordinación entre las distintas Unidades Políticas Con Asiento Territorial (UPCAT) que conforman el escenario internacional y el estudio de las relaciones de subordinación e insubordinación entre estas y las Unidades Políticas Sin Asiento Territorial (UPSAT)". Mientras que, para Gullo, "en la dimensión del deber ser, el estudio de las relaciones internacionales consiste en el estudio del pensamiento y las acciones posibles para pasar de la confrontación a la solidaridad, es decir, en el estudio del pensamiento y las acciones posibles, para la construcción de una comunidad universal organizada de pueblos".